# IC 19
IC 19 ist eine elliptische Galaxie vom Hubble-Typ E3? im Sternbild Walfisch südlich der Ekliptik. Sie ist rund 280 Millionen Lichtjahre von der Milchstraße entfernt und hat einen Durchmesser von etwa 45.000 Lichtjahren.
Die Galaxie bildet mit ihrem spiralförmigen Begleiter IC 18 ein interaktives Paar, das als Arp 100 im Arp-Katalog eingetragen ist. Halton Arp gliederte seinen Katalog ungewöhnlicher Galaxien nach rein morphologischen Kriterien in Gruppen. Diese Galaxie gehört zu der Klasse Spiralgalaxien mit einem elliptischen Begleiter auf einem Arm (Arp-Katalog).
Entdeckt wurde das Objekt am 31. August 1892 vom französischen Astronomen Stéphane Javelle.